# Трисилицид пентародия
Трисилицид пентародия — бинарное неорганическое соединение 
металла родия и кремния
с формулой Rh5Si3,
кристаллы.

## Получение
- Сплавление стехиометрических количеств чистых веществ:

{\displaystyle {\mathsf {5Rh+3Si\ {\xrightarrow {1470^{o}C}}\ Rh_{5}Si_{3}}}}

## Физические свойства
Трисилицид пентародия образует кристаллы 
ромбической сингонии,
пространственная группа P bam,
параметры ячейки a = 0,5322 нм, b = 1,0126 нм, c = 0,3897 нм, Z = 2,
структура типа пентародийтригермания Rh5Ge3
.
Соединение образуется по перитектической реакции при температуре 1470 °C .